# がっちりアカデミー!!
『がっちりアカデミー!!』（英字表記:GACCHIRI ACADEMY）とは、2010年4月16日から2011年9月16日まで、TBS系列で放送された経済情報バラエティ番組である。放送時間は、毎週金曜19:00 - 19:56（JST）。ハイビジョン制作。
正式タイトルは「がっちりアカデミー!! お金と暮らし解明バラエティ!」（ - おかねとくらしかいめいバラエティ）であり、『がっちりマンデー!!』の派生番組にあたる。

## 概要
本番組は『がっちりマンデー!!』と同様、経済を取り扱った情報バラエティ番組であり主にお金と暮らしに関するテーマをそれぞれの分野の専門家が“ソントク”（損得）をキーワードにして解説する。司会には『がっちりマンデー!!』の加藤浩次（極楽とんぼ）と元TBSアナウンサーで現在はフリーアナウンサーの小林麻耶が起用された。本番組からは、TBS単独制作となった。
本番組開始前の仮タイトルは『発表!ソントク学会』（はっぴょうソントクがっかい）であった。
2011年7月24日放送のFNS27時間テレビ (フジテレビ) 内の『ペケ×ポンスペシャル』で、加藤浩次（極楽とんぼ）が本番組の終了決定を明らかにし、8月31日にTBSが正式発表した。

## 出演者

### 司会
- 加藤浩次（極楽とんぼ） - 「がっちりマンデー」も兼任
- 小林麻耶（フリーアナウンサー　元TBSアナウンサー）

### ソントク先生
世の中の“ソントク”に関する事柄を解説する。
レギュラー出演
- 森永卓郎（経済アナリスト）
- 勝間和代（経済評論家・公認会計士）

準レギュラー、単独回のゲスト出演
- 金子哲雄（流通ジャーナリスト）
- 川口一晃（経済ジャーナリスト）
- 坂口孝則（物流コンサルタント）
- 白土浩由（特定社会保険労務士）
- 矢島新子（医学博士）
- 飯田泰之（経済学者）
- 川渕孝一（医療経済学）
- 北野琴奈（ファイナンシャルプランナー）
- 田中邦彦（(株)くらコーポレーション代表取締役社長）
- 大神令子（特定社会保険労務士）
- 山田真哉（公認会計士・作家）
- 寺西雅行（税理士・行政書士）
- 遠藤拓郎（医学博士）
- 前田亨（前田歯科医院　院長）
- 村井哲之（環境経営コンサルタント）
- 結城康博（淑徳大学　准教授）

### ゲスト
“ソントク”が気になる芸能人（1回の収録ごとにスタジオに6人ほど）。

### トク川警部の事件簿
森永演じるトク川警部が「おトクな事件」を解明するミステリードラマ。『十津川警部シリーズ』のパロディ。
- 遠山俊也（ソン田刑事）
- 中西良太（容疑者冨山）

### 番組キャラクター
- ソントク君

岡山県出身。趣味はパソコンとダイエット（公式サイトより）。

## ネット局
| 放送対象地域   | 放送局                   | 系列    | 放送日時                 |
| -------------- | ------------------------ | ------- | ------------------------ |
| 関東広域圏     | TBSテレビ (TBS)          | TBS系列 | 金曜 19時00分 - 19時56分 |
| 北海道         | 北海道放送 (HBC)         | TBS系列 | 金曜 19時00分 - 19時56分 |
| 青森県         | 青森テレビ (ATV)         | TBS系列 | 金曜 19時00分 - 19時56分 |
| 岩手県         | IBC岩手放送 (IBC)        | TBS系列 | 金曜 19時00分 - 19時56分 |
| 宮城県         | 東北放送 (TBC)           | TBS系列 | 金曜 19時00分 - 19時56分 |
| 山形県         | テレビユー山形 (TUY)     | TBS系列 | 金曜 19時00分 - 19時56分 |
| 福島県         | テレビユー福島 (TUF)     | TBS系列 | 金曜 19時00分 - 19時56分 |
| 山梨県         | テレビ山梨 (UTY)         | TBS系列 | 金曜 19時00分 - 19時56分 |
| 新潟県         | 新潟放送 (BSN)           | TBS系列 | 金曜 19時00分 - 19時56分 |
| 長野県         | 信越放送 (SBC)           | TBS系列 | 金曜 19時00分 - 19時56分 |
| 静岡県         | 静岡放送 (SBS)           | TBS系列 | 金曜 19時00分 - 19時56分 |
| 富山県         | チューリップテレビ (TUT) | TBS系列 | 金曜 19時00分 - 19時56分 |
| 石川県         | 北陸放送 (MRO)           | TBS系列 | 金曜 19時00分 - 19時56分 |
| 中京広域圏     | 中部日本放送 (CBC)       | TBS系列 | 金曜 19時00分 - 19時56分 |
| 近畿広域圏     | 毎日放送 (MBS)           | TBS系列 | 金曜 19時00分 - 19時56分 |
| 鳥取県・島根県 | 山陰放送 (BSS)           | TBS系列 | 金曜 19時00分 - 19時56分 |
| 岡山県・香川県 | 山陽放送 (RSK)           | TBS系列 | 金曜 19時00分 - 19時56分 |
| 広島県         | 中国放送 (RCC)           | TBS系列 | 金曜 19時00分 - 19時56分 |
| 山口県         | テレビ山口 (tys)         | TBS系列 | 金曜 19時00分 - 19時56分 |
| 愛媛県         | あいテレビ (ITV)         | TBS系列 | 金曜 19時00分 - 19時56分 |
| 高知県         | テレビ高知 (KUTV)        | TBS系列 | 金曜 19時00分 - 19時56分 |
| 福岡県         | RKB毎日放送(RKB)         | TBS系列 | 金曜 19時00分 - 19時56分 |
| 長崎県         | 長崎放送 (NBC)           | TBS系列 | 金曜 19時00分 - 19時56分 |
| 熊本県         | 熊本放送 (RKK)           | TBS系列 | 金曜 19時00分 - 19時56分 |
| 大分県         | 大分放送 (OBS)           | TBS系列 | 金曜 19時00分 - 19時56分 |
| 宮崎県         | 宮崎放送 (MRT)           | TBS系列 | 金曜 19時00分 - 19時56分 |
| 鹿児島県       | 南日本放送 (MBC)         | TBS系列 | 金曜 19時00分 - 19時56分 |
| 沖縄県         | 琉球放送 (RBC)           | TBS系列 | 金曜 19時00分 - 19時56分 |

## 番組スタッフ
- 構成：都築浩、村上卓史、本松エリ、尾首大樹
- ナレーション：大塚芳忠、山田みほ
- TM/TD：丹野至之
- カメラ：坂口良
- VE：樋口優介
- 音声：石堂遼子
- LD：下山剛司
- 美術プロデューサー：西條貴子
- 美術デザイン：中村嘉邦
- 美術制作：鈴木康裕
- 装置：森田正樹
- 操作：岡田健助
- 装飾：深山健太郎
- 電飾：西田和正、森田光俊
- 造花装飾：儀同博子
- CGデザイン：teevee graphics, inc
- メイク：江本ヤスエ、金子一美
- 編集：山本浩三
- MA：転石裕治
- 音効：高取謙
- タイムキーパー：鈴木裕恵
- 編成：片山剛、高島美穂
- 番宣：小林久幸
- デスク：松崎由美
- スタイリスト：池田敬、佐々田加奈子
- 技術協力：ヌーベルバーグ、山本啓太
- 美術協力：リリカラ
- リサーチ：インスティテュート・ワープ、ワイズプロジェクト
- AP：鈴木愛子、二瓶剛
- AD：竹田卓将、関口忠裕、森靖典、小川真人
- チーフ：杉野将人、吉江智宏、佐藤正子
- ディレクター：奈良部隆久、森辰雄、照井有、吉田慶介、寺野慎一郎、松本哲也、中尾大輔、真鍋正孝、武田直也、村上俊教、上原伸、内山大輔
- 演出：飯塚一志、河本誠司、堤俊博、立浪仁志、高野徹
- 総合演出 / プロデューサー：大松雅和
- プロデューサー：金原将公（バラエティ制作センター）、杉村和彦（ZIPPY）
- チーフプロデューサー：合田隆信
- 制作協力：ジッピープロダクション、HI-STANDARD、コムクエスト
- 製作著作：TBS

## 備考
- 小林は前番組の『総力報道!THE NEWS』（生放送の報道番組）から引き続き出演。バラエティ番組出演は『日立 世界・ふしぎ発見!』、『チューボーですよ!』以来1年ぶりとなり、小林がフリーに転身してからは初めてのバラエティ番組の出演となった。
- 加藤にとってはTBSのゴールデンタイムでは『悪魔の契約にサイン』以来のレギュラー番組となった。
- この枠がTBS制作の1時間番組として放送されるのは、開局後初めてのこと。2時間単発番組枠を除くとTBS制作の娯楽番組は19時前半枠で放送された『アッコのかるーく見てみたい』以来20年ぶり。さらに19時台全体では、1974年9月までの『ウルトラマンレオ』（前半枠）と『星の子チョビン』（後半枠）以来36年ぶり。
- 2010年10月に放送開始した企画「大家族家を買う。」は、西野カナの「君って」をテーマ曲に使い、この曲が挿入歌に使われていた他局のテレビドラマを模した企画として放送されていた。しかし、企画に参加していた宮城県仙台市に住む家族が2011年3月11日に発生した東日本大震災（東北地方太平洋沖地震）で被災した影響から、5月6日放送分をもって休止となり、企画再開のめどが立たないうちに番組自体が打ち切りとなった。

## 番組不祥事
- 2010年6月18日と7月2日放送分で過剰な演出があったとして、番組内で謝罪した。番組では、浅い眠りと深い眠りのどちらが目覚めがよいか確かめるため、それぞれの眠りから目覚めた状態の番組スタッフに計算問題を解かせた[2]。放送では浅い眠りの結果が100点、深い眠りの結果が40点と紹介[2]。しかし、前者は編集上必要な映像の撮影時に、ある程度目が覚めたスタッフが得た結果で、実際に眠りが浅い時のテスト結果は80点だった。制作担当者は100点と40点の方が分かりやすく伝えられると判断し、放送したという[2]。
- 2010年8月20日、自己破産に関する情報において法律的な間違いや誤解を与える表現があり、番組の最後で画面いっぱいに訂正・おわびテロップを流した[3]。
- このようにわずか5か月間で3度もおわび放送せざるを得ない状況について、放送倫理・番組向上機構（BPO）の放送倫理検証委員会でも議事に取り上げられたことがあった[4]。